# 丁福五
丁福五（1918年—？），河南范县高码头乡老丁庄村人。中华人民共和国政治人物、水利工程师。

## 生平

### 民国时期
毕业于范朝濮联立师范。1938年在本村任小学教师并从事革命活动。1939年8月，加入中国共产党。历任范县二区动委会科长，中共范县二、八、七、五区区委书记兼中队指导员。抗日战争胜利后，任中共范县县委委员。1945年10月，范县人民抗日武装委员会归第二军分区领导，他接替范光明担任委员会主任。1946年，抗日武装委员会改成范县人民武装委员会，他继续担任主任。1947年6月，改成武装部，主任改成部长。1947年9月，改归第九地委武装部领导，仍任部长；后兼冀鲁豫军区黄河司令部范县指挥长。曾带领范县民兵担架队参加鲁西南、定陶战役、巨野战役等，出色地完成任务。1947年，在组织指挥船队渡送刘邓大军强渡黄河工作。

### 共和国时期
1949年2月奉命南下。解放军攻入南京后，他任长江水利工程总局军代表。1950年4月，起历任长江下游工程局秘书处长、办公室主任、副局长、党组书记兼南京市一级机关党委委员。1955年，任长江流域规划办公室农业灌溉室主任、政治部主任。1970年，任长江流域规划办公室革委会副主任。1981年，担任长江流域规划办公室副主任。1983年离休。